# Volperhausen
Volperhausen ist ein Ortsteil von Morsbach im Oberbergischen Kreis im südlichen Nordrhein-Westfalen innerhalb des Regierungsbezirks Köln.

## Lage und Beschreibung
In ländlicher, waldreicher Umgebung liegt Volperhausen am südlichsten Zipfel des Oberbergischen Kreises. Die Städte Gummersbach (38 km), Siegen (35 km) sowie Köln (75 km) liegen in der Nähe.
Benachbarte Ortsteile sind Katzenbach im Norden, Steckelbach im Osten, Volperhausen im Süden und Steimelhagen im Westen.

## Geschichte

### Erstnennung
1449 wurde der Ort das erste Mal urkundlich erwähnt, und zwar „Symon v. Wolperhusen, der später häufig als Vogt von Homburg bezeugt ist, ist Aussteller einer Wechselurkunde der Else van Odenkusen und der Styne van Rossenbach.“
Die Schreibweise der Erstnennung war Wolperhusen.

## Sehenswürdigkeiten
- Burg Volperhausen